# Valóságshow
A valóságshow (angolul reality show, néha magyarul is előfordul, rövidített reality alakban is)  olyan interaktív televíziós sorozat, melyben a szereplők a valós élettől elzárva, közösséget alkotva a valóságot imitáló – de a valóságtól épp a műsor jellege miatt nagyon eltérő – helyzetekben teljesítenek különböző feladatokat, konfliktusokat oldanak meg, illetve generálnak. Általában kieséses rendszerben működik, a nyertes pedig, aki utolsóként bennmarad, díjazásban részesül. A díj megnyeréséhez legtöbbször szavazatokra van szüksége, amit a tévénézők adnak le, a műsorvezető felhívására. A szavazás szimpátia alapján történik.
Az általában szórakoztató célú valóságshow műsorok speciális változata a komolyabb dokumentum-reality, vagy röviden doku-reality, melyben többnyire érdekes, vagy különleges foglalkozásokat űző emberek munkáját követik kamerákkal (pl. rákhalászok, aranyásók, raktárvadászok, autórestaurátorok, autókereskedők, motorépítők, kamionosok, zálogházi dolgozók stb.). Ezek az előzetesen elkészített, több részes műsorok a szórakoztató-ismeretterjesztést (infotainment) szolgálják, nem interaktívak, és kiszavazás értelemszerűen nincs.
Egy másik változat a megírt valóságshow (scripted reality). Ezekben a műsorokban – a mockumentaryval ellentétben – a szereplők nem profi színészek, hanem amatőrök. Lehetnek ismert emberek, de lehetnek hétköznapi emberek is, akik a történetben önmagukat alakítják. A cselekmény meg van írva előre, a konfliktusok mesterségesek. A véletlennek nincs, vagy alig van szerepe a történet alakulásában. A dramatizált események eljátszásához előzetes instrukciókat kapnak a szereplők. A történet folyását megszakítva a szereplők időnként közvetlenül a nézőkhöz szólnak, és saját szemszögükből kommentálják a látottakat, ezzel a sztori valódiságát sugallják, eljátsszák, hogy amit nézünk, az egy hiteles dokumentumfilm. Nem interaktív műsorfajta, itt sincs kiszavazás.

## Magyarországi csatornákon futott/futó valóságshow-k
- A tégla (Az első magyar valóságshow, 2001)
- A farm (2002) – RTL
- Győzike show (2005-2010)
- A bázis 2001[1]
- A sztárok a fejükre estek – TV2
- A Villa (3 évad, 4. évad előkészületben)
- Big Brother (2002–2003) – TV2
- Lúzer FC (2007) – Viasat 3[2]
- Bár (Az első beköltözős reality, 2001) – Viasat 3[3]
- Bár 2.0 (2008) – Viasat 3[4]
- Celeb vagyok, ments ki innen! (2008) – RTL
- Éden Hotel (2011–2015, 2023) - Viasat 3, TV2, RTL
- Édes élet – TV2
- Exatlon Hungary (2019-) – TV2
- Aranypart (2011) – Viasat 3
- ÖsszeEsküvők (2011) – TV2
- Survivor – A sziget (2003, 2004, 2017) – RTL
- Való Élet (15 évad)
- Való Világ (2002–2004, 2010–2012, 2014-2016, 2018-2019, 2020-2021) – RTL+
- A rettegés foka (2005) – RTL
- Szerelem a legfölsőbb szinteken – Alekosz menyasszonyt keres (2011) – RTL
- Benkő feleséget keres (2009) – RTL
- A kísértés (2004, 2024) – RTL, TV2
- imagiSHOW (2013-2014) – YouTube
- Totál Dráma (2008 óta) – Cartoon Network
- Firka Villa (2010–2011) – Comedy Central
- Ázsia Expressz (2017-) – TV2
- Survivor (2018, 2021, 2023) RTL
- Love Island (2019) – RTL
- Kabát FC (2024) – RTL
- A nagy ól (Filmmúzeum, 2002)

## Külső hivatkozások
- Magyar valóságshow evolúció